# Ганич, Виталий Александрович
Виталий Александрович Ганич (бел. Віталь Аляксандравіч Ганіч; род. 29 августа 1993, Солигорск, Минская область) — белорусский футболист, нападающий солигорского «Партизана».

## Карьера

### Молодёжная карьера
Воспитанник солигорского «Шахтёра». Выступал за дублирующий состав солигорского клуба. В 2010 году становился бронзовым призёром турнира. Затем сменил клубную прописку и перешёл в «Слуцк». Дебютировал за клуб 4 октября 2014 года в матче против «Минска». Однако закрепиться в клубе футболист не смог и по окончании сезона покинул его.

### «Сморгонь»
В начале 2015 года проходил просмотр в «Сморгони». В апреле 2015 года официально попал в заявку клуба на чемпионат. Дебютировал за клуб 26 апреля 2015 года в матче против «Слонима». Дебютный гол за клуб забил 6 июня 2015 года в матче против клуба «Речица-2014». Провёл за клуб всего 9 матчей, в которых отличился 1 забитым голом, и в июле 2015 года сморгонский клуб расторгнул с игроком контракт.

### «Орша»
В июле 2015 года присоединился к «Орше». Дебютировал за клуб 26 июля 2015 года против клуба «Берёза-2010». Сразу же стал одним из ключевых игроков. Дебютный гол за клуб забил 10 октября 2015 года в матче против могилёвского «Днепра». Провёл за клуб 16 матчей вов всех турнирах, в которых отличился единожды забитым голом. По окончании сезона покинул клуб.

### «Сморгонь»
В марте 2016 года снова вернулся в «Сморгонь». В апреле 2016 года официально был представлен в заявке клуба на сезон. Первый матч за клуб сыграл 16 апреля 2016 года в матче против «Энергетика-БГУ», выйдя в стартовом составе. Первым голом за клуб отличился 9 июля 2016 года в матче Кубка Белоруссии против микашевичского «Гранита». В следующем матче 16 июля 2016 года против «Лиды» отличился дублем. В матче 4 сентября 2016 года против «Барановичей» отправил 3 мяча в ворота соперника, записав на свой счёт хет-трик. Стал одним из ключевых игроков клуба по итогам сезона.
В марте 2017 года продлил контракт с клубом еще на сезон. В первом же матче сезона 8 апреля 2017 года против «Энергетика-БГУ» отличается забитым голом. Также с самого старта сезона стал основным нападающим сморгонского клуба. По итогу сезона отличился 5 голами в 29 играх во всех турнирах. В общем за 2 года проведённых клубе в 53 матчах записал на свой счёт 12 забитых мячей. По окончании сезона покинул клуб.

### «Барановичи»
В феврале 2018 года пополнил ряды «Барановичей». Дебютировал за клуб 7 апреля 2018 года в матче против своего прошлого клуба «Сморгони». Дебютный гол за клуб забил 21 апреля 2018 года в матче против пинской «Волны». Стал одним из ключевых игроков клуба, однако отличился за клуб лишь единственным забитым голом. По итогу сезона занял с клубом 14 предпоследнее место в турнирной таблице. Затем вскоре покинул клуб.

### «Сморгонь»
В марте 2019 года уде в третий раз вернулся в сморгонский клуб. Первый матч за клуб в сезоне начал 13 апреля 2019 года с поражения от речицкого «Спутника», где сам футболист вышел на замену лишь на 88 минуте. Затем быстро стал набирать форму и вернулся в стартовый состав клуба. Первый гол забил в матче 27 апреля 2019 года в матче против «Орши». В матче 15 июня 2019 года против «Барановичей» отличился 2 забитыми голами. Забил за клуб в сезоне 6 голов, однако занял с клубом лишь предпоследнее место в турнирной таблице. По окончании сезона покинул клуб.

### «Шахтёр» Петриков
В апреле 2020 года стал игроком петриковского «Шахтёра». Закрепился в команде, став одним из лидеров клуба в атаке. Помог клубу стать серебряными призёрами Второй Лиги и тем самым получить прямую путёвку в Первую Лигу. В феврале 2021 года продлил контракт с клубом. Первый матч в Первой Лиге за клуб сыграл 18 апреля 2021 года против дзержинского «Арсенала». Первыми голами отличился 6 мая 2021 года в матче против «Орши», записав на свой счёт дубль. Провёл за клуб в сезоне 25 матчей, в которых отличился 5 голами и 6 результативными передачами, а также был неотъемлемой частью команды.
В 2022 году продолжил выступать за петриковский клуб. Первый матч сыграл 9 апреля 2022 года против новополоцкого «Нафтана». Первым голом отличился 23 апреля 2022 года в матче против «Орши», который закончился с разгромным счётом 9:1 в пользу петриковского клуба. Отличился очередным дублем в матче 10 июля 2022 года против «Барановичей». В матче 2 октября 2022 года против «Молодечно-2018» отличился голом и также отдал 2 результативные передачи, который помогли обыграть соперника с общим счётом 6:0. Также стал капитаном команды. По итогу сезона вместе с клубом стал бронзовым призёром Первой Лиги. В феврале 2023 года футболист покинул клуб.

### «Партизан» Солигорск
В январе 2023 года футболист находился на просмотре в «Барановичах». Позже футболист присоединился к солигорскому «Партизану», вместе с которым стал выступать в Второй Лиге. В дебютном матче 7 мая 2023 года против клуба «Старые Дороги» отличился забитым хет-триком. По итогу сезона вместе с клубом стал победителем Второй лиги.

## Достижения
«Партизан» Солигорск
- Победитель Второй лиги: 2023